# Лащенко Олександр
Лащенко Олександр (1890 — 1930-ті) — громадський діяч, учасник махновського руху. Голова Ради Революційних Повстанців України.

## Біографія
Олександр народився в селі Іванівка Олександрівського повіту Катеринославської губернії Російської імперії в 1890 році в сім'ї середняка.
До революції був громадським діячем Олександрівського повіту.
Брав активну участь в революції 1917 року, був членом спочатку Партії соціалістів-революціонерів, потім Лівих есерів.
У 1918 році приєднався до махновщини, брав активну участь в повстанському русі в 1918—1919 років.
У 1919 році перейшов до анархістів. Влітку 1919 року був командиром частини Революційної повстанської армії України. 25 червня 1919 року був обраний товаришем голови РПУ. В кінці 1919 року був обраний головою Рада Революційних Повстанців України. На цій посаді Олександр пробув з вересня по грудень 1919 року.
Після революції жив в Україні. На 1928 роки живий, імовірно був репресований в 1930-х роках.